# Alexandre Rey Colaço
Alexandre Jorge Maria Idalécio Raimundo Rey Colaço (Tanger, Marrocos, 30 de abril de 1854 - Lisboa,  11 de setembro de 1928) foi um pianista, compositor português e professor dos príncipes D. Luís Filipe de Bragança e D. Manuel de Bragança (futuro rei D. Manuel II de Portugal).
Seu pai, Paul Théophile André Rey, era cidadão francês nascido em Larnaca, Chipre, e sua mãe, María de los Dolores Raimunda Paula Colaço, nascida em Tanger, de origem luso-espanhola.
Estudou piano no Conservatório de Música de Madrid e deu seu primeiro recital em Lisboa, no ano de 1881. Pedro Eugénio Daupias, 1.º Visconde de Daupias, estava presente e ficou tão impressionado que lhe ofereceu uma viagem a Paris para que ali continuasse seus estudos.
De Paris, mudou-se para Berlim onde estudou piano e composição na Academia Real de Música. Por seu extraordinário talento, foi convidado a ensinar piano na mesma Escola, cujo diretor era o famoso violinista húngaro Joseph Joachim, grande intérprete e amigo de Robert Schumann e Johannes Brahms. Em 1887, Colaço voltou a Lisboa e tornou-se cidadão português.
Nesse mesmo ano, casou-se em Berlim, no dia 11 de dezembro, com Alice Schmidt Constant Lafourcade. O casal teve quatro filhas - Jeanne (1888),  Alice Rey Colaço (1893)  Maria Adalgisa e
Amélia Rey Colaço (1898)
Foi indicado para ser professor do Conservatório de Música e contribuiu amplamente para a cultura de seu país como intérprete, compositor e professor, tendo sido mestre do infante D. Manuel de Saxe-Coburgo-Gotha e Bragança, que seria depois o último rei de Portugal.
Encontra-se colaboração da sua autoria na Revista do Conservatório Real de Lisboa (1902), e na revista Atlântida (1915-1920).

## Obra
Os trabalhos de Colaço estão entre os primeiros a incorporar temas  populares portugueses à música para piano: Coleção de Fados,Bailarico, Jota, Malagueña e Pequenas peças, Cantigas de Portugal (para piano e voz). Também escreveu o livro De Música, sobre sua experiência e reflexões acerca da música.